# Cyril Gill
Cyril Gill   (Kensington i Chelsea, 21 d'abril de 1902 - Jersey, 1 de setembre de 1989) va ser un atleta anglès, especialista en curses de velocitat, que va competir durant la dècada de 1920.
El 1928 va prendre part en els Jocs Olímpics d'Amsterdam, on disputà tres proves del programa d'atletisme. Formant equip amb Teddy Smouha, Walter Rangeley i Jack London, guanyà la medalla de bronze en la prova dels 4x100 metres relleus, mentre en els 100 i 200 metres maldà per arribar a la final.

## Millors marques
- 100 metres. 10.8" (1926)
- 200 metres. 21.8" (1928)[1][2]